# Греческая смоковница
«Греческая смоковница» (нем. Griechische Feigen; англ. The Fruit Is Ripe) — немецкая эротическая кинокомедия. Фильм также известен под названием «Плод созрел».
Фильм получил широкую известность в видеопрокате Советского Союза, при том, что мог быть основанием для уголовного наказания за «распространение порнографии». В 1988 году фильм был официально разрешён к показу в видеопрокатах, а потом и кинотеатрах, при этом в это же время люди продолжали отбывать наказание за показ этого фильма. Срок лишения свободы за распространение порнографии в первой половине 80-х годов достигал 3 лет.

## Сюжет
Фильм повествует о путешествии и приключениях девушки Патриции. Родители Патриции — зажиточные немцы, переехавшие жить в Грецию, сама она учится в колледже в Германии, а на летние каникулы приезжает к родителям. Каникулы закончились, и девушка должна была вернуться в Германию, в Мюнхен, где находится её колледж, но устав от учёбы и опеки со стороны родителей, она решает втайне от них остаться в Греции и отправиться в первое в своей жизни самостоятельное путешествие автостопом. Действие фильма перемежается аудиозаписями о приключениях и впечатлениях от них, которые Патриция наговаривает на свой портативный магнитофон.
В день, когда Патриция должна была возвращаться на самолёте в Германию, она приезжает в аэропорт, но не улетает, а отдаёт свой билет влюблённой паре и остаётся в Греции. Выйдя из здания аэропорта, она, назвавшись именем Элизабет, знакомится с мужчиной-греком, садится в его машину и едет с ним на его виллу. Знакомство прерывает неожиданно вернувшаяся жена мужчины. Патриция страстно мечтает о новых впечатлениях, переживает неведомые ранее ощущения и, будучи девушкой сексуально свободной, не отказывает себе в самых разнообразных экспериментах. Путешествуя автостопом, она знакомится с двумя молодыми людьми, которые пытаются её изнасиловать в придорожных кустах. Патриции удаётся ускользнуть от них, похитив их автомобиль. На берегу моря она натыкается на совокупляющуюся в палатке пару и затем знакомится с ними. Затем она проникает на яхту и знакомится с 28-летним журналистом Томом, эпатируя его обнажённой грудью. Они становятся любовниками. После этого она отвлекается на грека, а на Тома натыкаются её несостоявшиеся насильники, оштрафованные полицией на 3000 драхм (Патриция припарковала их машину у полицейского участка), и сообщают Тому, что эту сумму они заплатили Патриции за сексуальные услуги. Том ревнует, и они с Патрицией расстаются. Девушка устраивает себе ещё ряд приключений и, в итоге, приняв решение отказаться от них в дальнейшем ради любви, приходит к Тому мириться.

## В ролях
- Бетти Верже — Патриция
- Клаус Рихт — Том
- Оливия Паскаль — Аманда, фотомодель
- Саби Дорр — Петер
- Коринне Бродбек (Коринне) — Мышка
- Генри Хеллер — отец Патриции
- Рут Рекс — мать Патриции
- Вальтер Краус — Мюллер